# Dschana
Die saudi-arabische Insel Dschana (arabisch جنا, DMG Ǧanā; englische Schreibweise Jana) liegt im Persischen Golf, rund 46 Kilometer nordöstlich der Industrie- und Hafenstadt al-Dschubail. Trotz der massiven Schädigung der Küstenregion Saudi-Arabiens während des Zweiten Golfkrieges, diente sie bereits 1995 wieder als bevorzugter Nistplatz zur Eiablage der Suppenschildkröten (Chelonia mydas).
Das Meer um die Insel ist ein beliebtes Tauchgebiet.